# آزادی مذهب در ایران
آزادی ادیان در ایران همیشه بسته به حکومت، دستخوش دگرگونی‌های بسیاری بوده و همواره با فرهنگ ایرانی، دین و سیاست اصلی مشخص شده‌است. اما در چند قرن اخیر تحوّلی عمیق نسبت به بعضی از ادیان و پیروانشان اتفاق افتاده‌است. طبق قانون اساسی فعلی دین رسمی کشور اسلام و مذهب شیعه ۱۲ امامی می‌باشد. همچنین پیروان سایر ادیان ابراهیمی از قبیل یهودیان، زرتشتیان، مسیحیان و مندائیان به رسمیت شناخته شده و در حدود قانون در انجام مراسم دینی آزاد می‌باشند. با این وجود، علی‌رغم به رسمیت شناختن این اقلیت‌ها، اقدامات حکومت ایران «یک فضای تهدید کننده برای برخی اقلیت‌های مذهبی» را ایجاد می‌کند. اما می‌توان گفت از آغاز انقلاب ۱۳۵۷ تاکنون نه تنها ایرانیان بهائی، یهودی، مسیحی و زرتشتی که حتی اهل تسنن و دیگر فرقه‌های اسلامی چون اهل حق، دراویش گنابادی و حتی شیعیانی که به نام‌های ملی ـ مذهبی یا روشنفکر دینی شناخته می‌شوند، از آزارها و سرکوب‌ها درامان نبوده‌اند. تا آنجا که عده زیادی از آنان، به ویژه یهودیان، مسیحیان و بهائیان، چاره را در جلای وطن یافته، راه مهاجرت به کشورهای دیگر را درپیش گرفته‌اند.
وزارت خارجه ایالات متحده آمریکا در روز جمعه ۲۰ دسامبر ۲۰۱۹، در راستای سیاست حمایت از آزادی ادیان که دولت دونالد ترامپ دنبال می‌کند، بیانیه‌ای منتشر کرد که بر اساس آن حکومت ایران به فهرست کشورهای ناقض حق آزادی ادیان بازگردانده شد.
کمیسیون آمریکایی در امور آزادی مذهبی بین‌المللی در بیانیه سالانه ۲۰۲۰، ایران را براساس قوانین بین‌المللی آزادی مذهبی، به عنوان کشور مورد نگرانی ویژه قلمداد کرد و نسبت به وضعیت آزادی‌های دینی و مذهبی در ایران ابراز نگرانی کرد. در کارزاری جهانی، عفو بین‌الملل خواستار آزادی فوری و بی قید و شرط همه زندانیان عقیدتی، که به دلیل پاندمی کووید ۱۹ اکنون در معرض خطر بیشتری قرار دارند، می‌باشد. بر اساس ماده ۱۸ اعلامیه جهانی حقوق بشر و ماده ۱۸ میثاق بین‌المللی حقوق مدنی و سیاسی، هر فردی حق دارد از آزادی دین و تغییر دین، با اعتقاد و همچنین آزادی اظهار آن؛ به‌طور فردی یا جمعی و به‌طور علنی یا در خفا برخوردار باشد.
ایالات متحده آمریکا در گزارش سالانه ۲۰۲۰ آزادی‌های مذهبی، نظام جمهوری اسلامی ایران را به نقض گسترده حقوق اقلیت‌های مذهبی از جمله شهروندان سنی و بهائی متهم کرده‌است، در گزارش آمده که ایران از سال ۱۹۹۹ به دلیل نقض شدید آزادی‌های مذهبی در زمره کشورهای با «نگرانی ویژه» قرار گرفته‌است.

روز ۲۷ اکتبر ۲۰۲۰ مایک پومپئو وزیر امور خارجه آمریکا در روز جهانی آزادی مذهب با صدور بیانیه‌ای اعلام کرد که امروز سه کشور از فاحش‌ترین ناقضان آزادی مذهبی در جهان هستند - جمهوری خلق چین، ایران و کره شمالی - که اقدامات قهری خود را برای ساکت کردن مردم خود تشدید کرده‌اند.
طی سالهای ۲۰۲۰ و ۲۰۲۱ بیش از ۴۰۰ رویداد سرکوب با هدف قرار دادن گروه‌های اقلیت مذهبی در ایران توسط مقامات دولتی ایران انجام شده‌است. قوانین داخلی ایران دارای ذاتی تبعیض آمیز علیه گروه‌های اقلیت است.

## آزار اقلیت‌های دینی
در گزارش سال ۱۳۹۳ آمریکا دربارهٔ آزار اقلیت‌های دینی در جهان، هشدار داد. گزارش سالانه این کشور دربارهٔ آزادی‌های دینی، حاکی از آزار پیروان مذاهب غیرشیعه در ایران و محدودیت‌هایی است که به آنان در مورد پرداختن به آداب دینی‌شان تحمیل می‌شود.
بخشی از گزارش وزارت امور خارجه آمریکا به بررسی وضعیت اقلیت‌های مذهبی در ایران اختصاص دارد. در این گزارش آمده‌است که مقامات جمهوری اسلامی در ایران محدودیت‌های سختی را برای پیروان مذاهب غیر از مذهب رسمی حکومت قائل می‌شوند؛ آنان پیروان تقریباً همه مذاهب غیرشیعه را تهدید و بازداشت کرده، آزار می‌دهند.
این گزارش می‌گوید که جمهوری اسلامی به افرادی که به جامعه مسیحیان و جامعه زرتشتیان پیوسته‌اند، یا افراد دستگیرشده‌ای که به این دو گروه اقلیت مذهبی تعلق دارند، در زمینه پرداختن به آداب و مناسک مذهبی‌شان محدودیت‌هایی را تحمیل می‌کند.
بر پایه این گزارش، سخنان و عملکردهای مقامات جمهوری اسلامی فضایی ترسناک برای پیروان تقریباً همه مذاهب غیر شیعه ایجاد کرده‌است، به خصوص برای بهائیان، دراویش گنابادی، مسیحیان پروتستان، یهودیان و شیعیانی که مواضع رسمی حکومت را نمی‌پذیرند. مسیحیان و بهائیان از بازداشت‌های خودسرانه، حبس‌های طولانی و مصادره اموال خود گزارش داده‌اند.
این گزارش همچنین از رسانه‌های تحت کنترل حکومت جمهوری اسلامی انتقاد می‌کند که به تبلیغ منفی علیه اقلیت‌های مذهبی به خصوص بهائیان ادامه می‌دهند.
طبق این گزارش، همه اقلیت‌های مذهبی به درجات مختلف از تبعیض‌هایی که به‌طور رسمی به خصوص در عرصه‌های اشتغال، آموزش و مسکن اعمال می‌شود، رنج می‌برند؛ بهائیان همچنان یا از دانشگاه‌ها اخراج می‌شوند یا اصلاً اجازه تحصیل در دانشگاه‌ها را نمی‌یابند.
گزارش‌هایی از تبعیض و سوء استفاده‌های اجتماعی به دلیل تعلقات مذهبی وجود داشته که می‌گوید پیروان مذاهب غیرشیعه از سوی جامعه مورد تبعیض قرار می‌گیرند و عواملی از جامعه فضای تهدیدآمیزی علیه آن‌ها ایجاد می‌کنند.
کمیسیون آمریکایی آزادی بین‌المللی مذهبی، در گزارش سالانه خود که روز ۹ اردیبهشت منتشر شد نوشت جمهوری اسلامی بیش از پیش اقلیت‌های مسلمان، به ویژه اهل سنت و دراویش گنابادی، و همچنین پیروان ادیان و مذاهب دیگر، از جمله بهائیان و مسیحیان، را هدف قرار داده‌است. این کمیسیون به دولت آمریکا توصیه کرد که نهادها و مقام‌های حکومت ایران که مسئول نقض آزادیهای مذهبی در ایران هستند مورد تحریم قرار گیرند، دارایی‌های آنها مسدود و ورود آنان به ایالات متحده ممنوع شود. براساس این گزارش ایران طبق قوانین بین‌المللی آزادی مذهبی، به عنوان کشور مورد نگرانی ویژه قلمداد می‌شود.
اساساً اقلیت‌های دینی و غیر دینی در رژیم جمهوری اسلامی ایران، سرکوب می‌شوند. به گزارش سنی نیوز، ماموران وزارت اطلاعات جمهوری اسلامی ایران چندی قبل در ایست بازرسی مهریز یزد (شهید مدنی) پس از متوقف کردن خودروی یاسین قاسمی بجد؛ هنرمند اهل سنت ایرانی موبایل ایشان را بدون هیچگونه حکمی مورد تفتیش قرار داده و دلیل ریش گذاشتن این هنرمند اهل سنت را جویا شدند و در مورد اقدامات مولوی عبدالحمید اسماعیل زهی نظر یاسین قاسمی بجد را جویا شدند.
بر اساس گزارش‌های رسانه‌ای و سازمان‌های غیردولتی بین‌المللی حقوق بشر، دولت مخالفان، اصلاح‌طلبان سیاسی و معترضان صلح جو را به اتهام «دشمنی با خدا» و تبلیغات ضداسلامی محکوم و اعدام کرده و در مواردی اعضای برخی از اقلیت‌های مذهبی نیز با قطع ارتباطات، بازداشت شده‌اند. عفو بین‌الملل از «افزایش نگران‌کننده» اعدام زندانیان اقلیت‌های قومی از اواسط دسامبر ۲۰۲۰ خبر داد. مقامات زندانیان را از دسترسی به وکیل محروم و آنها را بر اساس «اعتراف‌هایی» که تحت شکنجه گرفته شده بودند، محکوم کردند. از سال ۱۹۹۹، ایران بر اساس قانون بین‌المللی آزادی مذهبی در سال ۱۹۹۸ به‌عنوان «کشور مورد نگرانی خاص» (CPC) به دلیل شرکت در نقض شدید آزادی مذهبی یا تحمل آن، تعیین شده‌است.

## اقلیت‌ها و اکثریت‌های به رسمیت شناخته‌شده

### یهودیان
یهودیان در دوران هخامنشیان پس از فتح بابل توسط کوروش وارد ایران شدند. آنها توانستند در دوره هخامنشی نفوذ زیادی در دربار انجام دهند. شایعاتی در مورد نفرت یهودیان از ایرانیان در این زمان و اقدامات آنها وجود دارد که کاملاً بی‌پایه و اساس است. پس از فتح ایران توسط اسکندر مقدونی عدهٔ زیادی از آنان به کنعان (اسرائیل کنونی) بازگشتند. آنان پس از اسلام نیز در ایران ماندگار شدند. به دلیل فشارهایی که توسط مسلمانان به ایشان وارد شد، مجبور شدند که دین خود را مخفی کنند و به ظاهر مسلمان شوند. از جمله این که در واقعه الله داد عده زیادی از ایشان به ظاهر شیعه شدند. پس از تشکیل اسرائیل عده زیادی از این یهودیان به ظاهر مسلمان به اسرائیل مهاجرت کردند. به این گروه یهودیان آنوسی گفته می‌شود.
- رئیس «اتحادیه ضد افترا» می‌گوید که مقبره «استر و مردخای» محل دفن همسر یهودی خشایارشا که از اماکن مذهبی یهودیان محسوب می‌شود، در همدان است به آتش کشیده شده‌است.[۱۶]

### مسیحیان
- در تیر ماه ۱۳۶۹ کارزار بین‌المللی حقوق بشر در ایران طی گزارشی تأکید کرد که حکومت ایران، «همچنان به پیگرد قضایی معتقدان به این دین، به ویژه نوکیشان، ادامه می‌دهد». براساس این گزارش طی ماه‌های خرداد و تیر، ۱۱ نوکیش مسیحی و یک کشیش آشوری در ایران، جمعاً به ۱۲۵ سال زندان محکوم شده‌اند.[۱۷]
- «شبکه خبری مسیحیان فارسی‌زبان» روز یکشنبه ۲ اسفند ۸۸ خبر بازداشت کشیش کلیسای آشوری کرمانشاه را منتشر کرد. همچنین کشیش «ویلسون عیسوی» در روز ۱۳ بهمن ۸۸ توسط مأموران امنیتی در شاهین شهر اصفهان، زمانی که به دیدار دوستان قدیمش رفته بود، بدون ارائه حکم، بازداشت و به مکان نامعلومی منتقل شد.[۱۸]
- در گزارش سالانه کمیسیون آزادی مذهب جهانی، تأکید شده که در ایران مسیحیان با تبعیض روبرو هستند.[۱۹]
- در ایران، طی سال‌های اخیر بسیاری از کلیساهای خانگی نوکیشان مسیحی با رأی دادگاه تعطیل شده‌اند.[۷] ده‌ها نفر به دلیل گرایش به مسیحیت دستگیر شده و به زندان افتاده‌اند، صدها نوکیش مسیحی دیگر نیز مجبور به جلای وطن شده‌اند. تنها در سال ۲۰۱۸ دست‌کم ۱۷۱ مسیحی در ایران بازداشت و زندانی شده‌اند.[۷]

### زرتشتیان
پیروان آیین زرتشتی (مَزدَیَسنا، بهی) نیز از سوی مراکز امنیتی نظام جمهوری اسلامی ایران، تحت آزار و محدودیت هستند.

### مسلمانان
دین اسلام پس از حمله اعراب به ایران و آوردن این دین به این سرزمین، کم‌کم در قبایل و طوایف و ایالات مختلف آن دوران نفوذ پیدا کرده و هرچند در هر قومی با توجه به باورهای آنان بعضاً تفسیرهای گوناگون گرفته، ولی امروزه اسلام، دینی است که تحت قوانین جمهوری اسلامی از بیشترین آزادی در ایران برخوردار است.

#### سنیان
با وجود اینکه جمهوری اسلامی ایران رسماً یک حکومت شیعه اثنی‌عشری است، اقلیت‌های قومی متعددی هستند که پیرو آئین تسنن بوده‌اند و تابع حکومت مرکزی نبوده‌اند. از کشتار کردهای ایران توسط حکومت مرکزی می‌توان کشتار قارنا را نام برد. شکنجه و کشتار کردهای ایران تا به امروز توسط جمهوری اسلامی ادامه دارد.

## اقلیت‌های دینی به رسمیت شناخته‌نشده
خداناباوران، دین‌ناباوران، بهائیان، یارسانی‌ها، مندائیان، سیک‌های ایران، رائلیان و همهٔ مسلمانانی که به کیشِ دیگری بگروند (نوکیشان اسلام‌ناباور)... ، فاقدِ هرگونه حقوقِ شهروندی، قانونی و بشری هستند و به‌شدت، سرکوب می‌شوند.

### صوفیان

#### نعمت‌اللهی سلطان‌علی‌شاهی (گنابادی)
آزادی مذهبی درویشان گنابادی از دوره ریاست جمهوری محمود احمدی‌نژاد در ایران، مورد تهدید و آزار بیشتری قرار گرفت تا جایی که چند حسینیه این سلسله، در شهرهای گوناگون، ویران شد. همچنین بیش از ۳۰ تن از کارکنان خبرگزاری تارنمای مجذوبان نور (وابسته به سلسله نعمت‌اللهی گنابادی) بازداشت و زندانی شدند.

گسترده‌ترین و شدیدترین سرکوب مذهبی در جمهوری اسلامی هم در رابطه با دراویش در خیابان پاسداران تهران رخ داد. این درگیری‌ها و اعتراضات دراویش گنابادی منجر به اعدام یک نفر و کشته شدن ۶ نفر از هر دو طرف درگیر ماجرا شد. همچنین نورعلی تابنده پس از این حوادث در حصر خانگی قرار گرفت و پس از گذشت دو سال در حصر درگذشت.

### مندائیان (صابئیان)
حقوق انسانی مندائیان (صابئیان)، با اینکه جزو اقلیت‌های دینی هستند، در حکومت جمهوری اسلامی، در موارد قابل توجهی، نقض می‌شود.

### یارسان
یارسانی‌ها (اهل حق) نیز به دلیل اهل کتاب نبودن در جمهوری اسلامی ایران، به شدت سرکوب می‌شوند.

### بابیان و بهائیان
«یک بهائی، پر از اضطراب، دارد زندگی می‌کند. هیچ بهائی نمی‌تواند فکر کند که حتی برای متوفیانش سنگ قبرِ درست و حسابی بگذارد؛ تمام اماکن مقدسی که برای بهائیان وجود داشته، با خاک، یکسان شده. اموال بهائیان، غصب می‌شود به عنوان بیت‌المال؛ در سال‌های اولیهٔ انقلاب، ۲۰۰ نفر بهائی، تنها به خاطر بهائی بودن، کشته شدند. در سال[های] اخیر، دوباره، بهائی‌ها را زندانی می‌کنند».
 شبنم طلوعی

مونا محمودنژاد یکی از بهائیانی بود که پس از انقلاب ۱۳۵۷، در هفده سالگی در ایران، اعدام شد. ده‌ها زن بهائی نیز با او اعدام شدند.

- براساس منابع غیررسمی در ایران، بیش از سیصد هزار بهائی در ایران وجود دارد؛ ولی قانون اساسی جمهوری اسلامی دین بهائیان را مانند کیش بابیان، به رسمیت نمی‌شناسد؛ به همین دلیل، در درازای سالیان، همواره حقوق بهائیان به صورت سیستماتیک، نقض شده‌است. ۹ شهروند بهائی توسط دادگاه انقلاب بیرجند مجموعاً به ۵۱ سال و ۸ ماه حبس تعزیری محکوم شدند. شهروندان بهائی در ایران از آزادی‌های مرتبط به باورهای دینی محروم هستند.[۳۴]
- چهار شهروند بهائی به نام‌های محمدصادق رضائی، ابوالفضل انصاری، روئین کهنسال، و روح‌الله زیبای که پیش از این توسط دادگاه انقلاب البرز محکوم به یکسال زندان شده بودند، روز ۱۰ شهریور ۹۹ عیناً توسط دادگاه تجدید نظر تأیید شد.[۳۵] براساس گزارش کمیسیون آمریکایی آزادی بین‌المللی مذهبی، ایران طبق قوانین بین‌المللی آزادی مذهبی، به عنوان کشور مورد نگرانی ویژه قلمداد می‌شود.[۳۶]
- روز دوشنبه ۲۹ اردیبهشت ۹۹ جامعه جهانی بهائی با انتشار بیانیه‌ای صدور احکام بازداشت برای شهروندان بهائی در اصفهان، شیراز، کرج و قائم‌شهر را محکوم کرد. دیان علائی، نماینده جامعه جهانی بهائی در سازمان ملل متحد در ژنو، احکام زندان صادر شده را به شدت نگران کننده دانست.[۳۷]
- روز ۱۹ خرداد ۹۹ مرکز جهانی بهائیان، اعلامیه‌ای در مورد وضعیت بهائیان در ایران صادر کرد و نسبت به «شمار بی‌سابقه احکام جدید زندان»، «تجدید حبس» و «کارزار نفرت‌پراکنی در رسانه‌ها» علیه بهائیان در ایران ابراز نگرانی کرده‌اند. براساس این اعلامیه حداقل ۷۱ تن از بهائیان طی هفته‌های اخیر در معرض دستگیری، احضار به دادگاه، محاکمه، محکومیت به زندان و حبس قرار گرفته‌اند.[۳۸][۳۹]
- بانی دوگال، نماینده ارشد جامعه جهانی بهائی در سازمان ملل، می‌گوید مقامات ایران بر اذیت و آزار بهائیان افزوده‌اند و این در شرایطی است که شیوع بیماری همه‌گیر هر روز افزایش می‌یابد.[۴۰]
- شهناز ثابت، شهروند بهایی ساکن شیراز روز دوشنبه ۲۱ مهرماه ۱۳۹۹ بازداشت و جهت تحمل حبس به زندان عادل آباد شیراز منتقل شد.[۴۱][۴۲]
- کریستوف هویزگن سفیر آلمان در شورای امنیت، با اشاره به سرکوب اقلیت‌های مذهبی به‌ویژه بهاییان، از نقض حقوق شهروندی و سیاسی مردم ایران توسط جمهوری اسلامی انتقاد کرد.[۴۳]
- شهروندان بهایی روستای «ایول» مازندران تحت آزار و سرکوب قرار دارند و دادگاه تجدید نظر استان مازندران حکم داد که اموال آنان مصادره شود، این امر منجر شد که مارک گارنو، وزیر امور خارجه کانادا، مارکوس کروبل، کمیسر دولت فدرال آلمان برای آزادی مذاهب و تعدادی دیگر از مقامات اروپایی و آمریکایی خواستار «بازگرداندن املاک مصادره شده» به صاحبان آنها شده و «تبعیض سازمان‌یافته و سرکوب» بهائیان را محکوم کرده‌اند.[۴۴]
- سازمان عفو بین‌الملل روز ۲۹ آوریل ۲۰۲۱ اعلام کرد که مقامات ایرانی، خانواده‌های بهایی را تحت فشار قرار می‌دهد که عزیزانشان را که فوت کرده‌اند، در گورستان خاوران و در میان گورهای دسته‌جمعی اعدام شدگان سال ۱۹۸۸ دفن کنند.[۴۵]
- روز دوشنبه ۱۱ مرداد ۱۴۰۰ سه خانه مربوط به بهاییان در روشنکوه شهرستان ساری توسط ارگان‌های دولتی تخریب شد.[۴۶] به دنبال این موضوع کمیسیون آزادی مذهبی بین‌المللی ایالات متحده (USCIRF) تخریب خانه‌های بهاییان را قویا محکوم کرد.[۴۷]
- در گزارش جاوید رحمان گزارشگر ویژه در مورد وضعیت حقوق‌بشر در جمهوری اسلامی ایران که در تاریخ ۱۶ ژوئیه ۲۰۲۱ منتشر شد، آمده‌است که بهاییان از دفن کردن مردگان خود در گلستان جاوید، منع شده‌اند و مجبور شده‌اند که مردگان خود را در محل قبرستان خاوران دفن نمایند، که این موضوع حق جامعه بهایی در آزادی دین و عقیده را نقض می‌کند.[۴۸]
- جاوید رحمان روز پنجشنبه ۲۶ اسفند در سخنرانی خود در شورای حقوق بشر در ژنو که از طریق ویدئو کنفرانس انجام شد به اعمال تبعیض علیه اقلیت‌های مذهبی به خصوص بهاییان در ایران اشاره کرده و خواستار اصلاح سیستم قضایی جمهوری اسلامی شد.[۴۹]
- فهندژ سخنگوی دفتر جامعه جهانی بهایی روز چهارشنبه ۷ اردیبهشت ۱۴۰۱ از تخریب آرامستان بهاییان در همدان خبر داد. وی هدف از این اقدام را «آزار بدون مجازات جامعه بهایی» با هدف «پاکسازی فرهنگی» اعلام کرد. تخریب آرامستان‌های بهاییان در جمهوری اسلامی سابقه طولانی دارد که از آن جمله می‌توان به تخریب گورستان بهاییان قروه، تخریب غسالخانه گورستان بهاییان در سنندج، پلمب گورستان بهاییان در کرمان، تخریب سنگ قبور بهاییان در شیراز، قطع درختان گورستان بهاییان در ارومیه و تخریب آرامستان بهاییان روستای کتا در کهگیلویه و بویراحمد در سال‌های گذشته اشاره کرد.[۵۰]
- دادگاه انقلاب شیراز ۲۶ بهائی را به اتهام «تبانی و اجتماع به قصد ارتکاب جرم علیه امنیت داخلی و خارجی کشور» به ۸۵ سال حبس و ۲۴ سال تبعید محکوم کرده‌است. این حکم در حالی صادر شده که وکلای متهمان بارها ایرادات و نواقص زیاد پرونده را به دادگاه اعلام کرده بودند و «ارتباط بسیاری از افراد محکوم در این پرونده با اتهامات وارد شده مشخص نیست». این افراد به ابطال گذرنامه و ممنوعیت خروج از کشور نیز محکوم شده‌اند.[۵۱]
- کمیسیون آزادی مذهبی بین‌المللی ایالات متحده (USCIRF) روز ۱۴ ژوئیه ۲۰۲۲ در گزارش سالانه خود از سرکوب گسترده مذهبی در ایران و به‌خصوص ادامه دستگیری‌های گسترده بهاییان خبر داد و از وزارت خارجه آمریکا خواست تا ایران را به دلیل نقض مداوم، سیستماتیک و فاحش آزادی مذهبی به عنوان کشور مورد نگرانی خاص (CPC) معرفی کند.[۵۲]

### خداناباوران و دین‌ناباوران

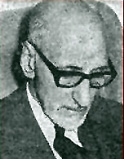
علی دشتی به دلیل انتشار کتاب ۲۳ سال شکنجه و به اعدام، محکوم شد.

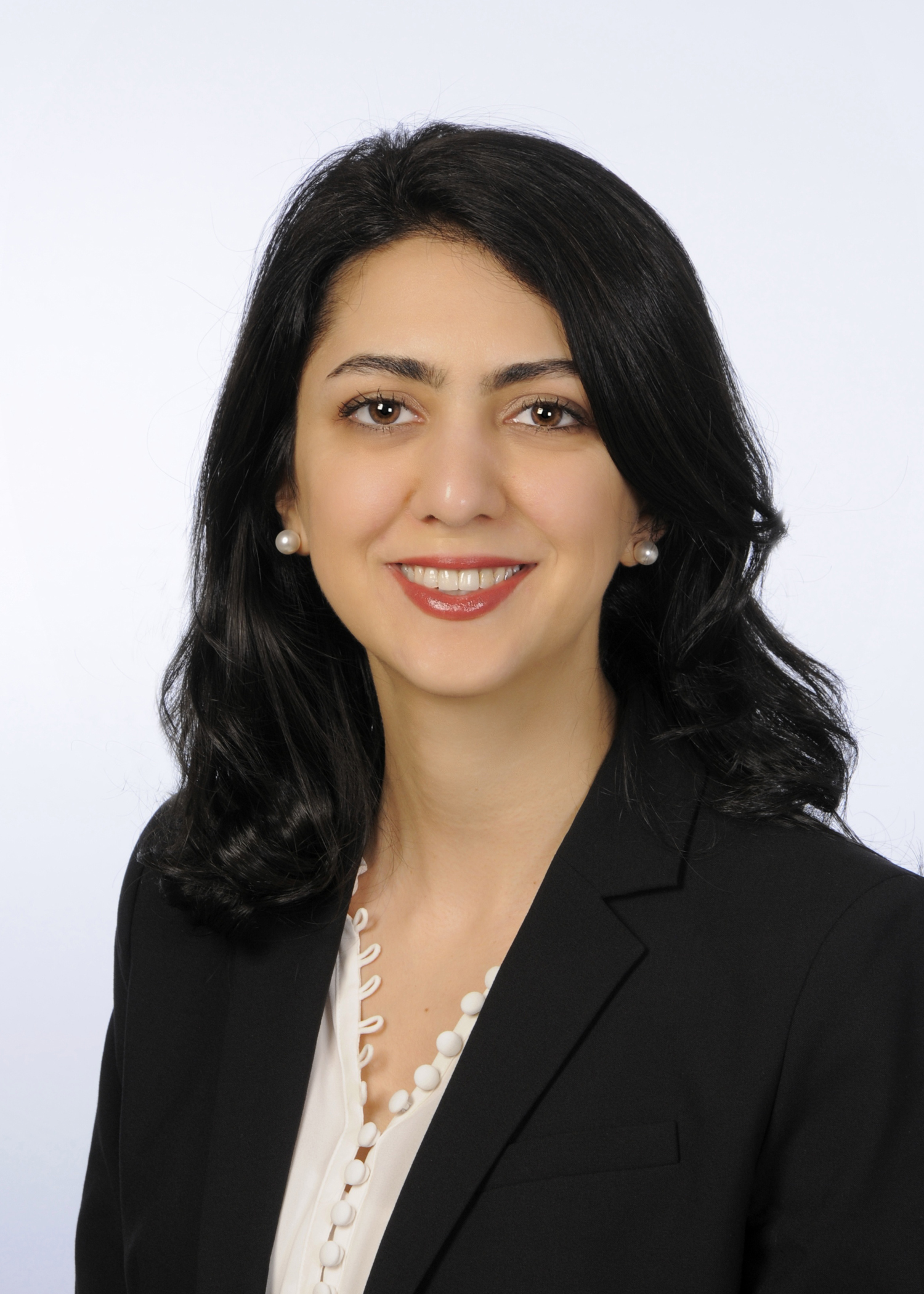
حبیب‌الله آشوری به اتهام ارتداد و مخالفت با حکومت، توسط حکومت جمهوری اسلامی، اعدام شد.

افراد خداناباور (آتئیست) به زندگی پس از مرگ عقیده نداشته و به اصالت لذت، گرایش دارند. آن‌ها موافق با آزار رساندن به دیگران نبوده و در عین حال، اصراری هم به رساندن خیر به دیگران ندارند.

این افراد نیز اگر باورشان را آشکار کنند، با کیفر مرگ (اعدام) روبه‌رو می‌شوند.

### شیطان‌پرستان
در ایران، مجازات شیطان‌پرستان، برابر با مرگ (اعدام) می‌باشد و ضمناً هرگونه آسیب و آزار رساندن به آنها نیز از دید قوه قضاییه، مجاز است. قاضی صفر خاکی، دادیار دادسرای جنایی تهران در پاسخ به این سؤال که آیا قانون کشور ایران در رابطه با شیطان‌پرستان چه می‌گوید؟ گفت که از نظر قانونی هر نوع خروج از اسلام و مقابله با خداوند، ارتداد به‌شمار می‌رود و اگر از نوع فطری باشد یعنی که خودش مسلمان یا از والدین مسلمان باشد حکمش اعدام است.

### نوکیشان
شمار چشمگیری از ایرانیان در حال دور شدن از اسلام هستند.
کسانی که از دین اسلام، روی‌گردان شوند حکمشان اعدام است.